# Oxid neptuničitý
Oxid neptuničitý (NpO2) je jedním z oxidů neptunia. Neptunium v něm je v oxidačním stavu IV.

## Výroba
Průmyslově se vyrábí srážením šťavelanu neptuničitého kyselinou šťavelovou a následnou kalcinací na oxid neptuničitý. Výchozí roztok obsahuje neptunium v různém oxidačním stavu, proto se nejprve redukuje pomocí kyseliny askorbové.